# 遺產湖 (印第安納州)
遺產湖（英語：Heritage Lake）是位於美國印地安納州普特南縣的一個人口普查指定地區。

## 人口
根據2010年美國人口普查的數據，遺產湖的面積為9.02平方千米，當中陸地面積為6.82平方千米，而水域面積為1.20平方千米。當地共有人口2880人，而人口密度為每平方千米319.29人。